# Jakob Dahl (politiker)
 Ikke at forveksle med Jákup Dahl (provst).
Jacob Dahl (født 12. november 1837 i Vágur, død 11. april 1915) var en færøsk købmand og politiker i (Sambandsflokkurin).
Han var søn af købmand Jóan Jacob Jacobsen fra Lopra og Julianna Sofía Poulsdatter fra Kirkjubøur. Jacob Dahl var gift med Jóhanna Magnussen fra Vágur. Parret blev forældre til købmændene Jógvan Dahl, Magnus Dahl og Petur Dahl. Jacob Dahl etablerede i 1860 købmandsforretningen J. Dahl i Våg på Suderø. Forretningen blev en af Færøernes største, og blev nogen år senere udvidet med skibsrederi og virksomheder i flere bygder. Forretningen ejede mere end 20 slupper og skonnerter.
Dahl var indvalgt i Lagtinget for Suðuroy 1877–1881 og 1906–1912. Han var med til at grundlægge det danskorienterede parti Sambandsflokkurin i 1906, en reaktion på den færøske national- og selvstyrebevægelse. Dahl var medlem af kommunalbestyrelsen i Suðuroyar prestagjalds kommuna 1873–1885, 1897–1898 og 1901–1907, i den sidste periode som borgmester.

## Famlie
Jacob blev gift den 4. december 1860 med Johanna Dahl født Magnussen frá Kráum i Vág. De fik ni børn: Karin Pouline (1861), Julianne Sofie (1863), Ellen Kathrine (1867), Joen Jacob (1868), Johanne (1871), Magnus (1873) , Marianne 1875, Peter (1878) og Elsebeth Helene (1884).